# Villers-la-Combe
Villers-la-Combe település Franciaországban, Doubs megyében. Lakosainak száma 49 fő (2022. január 1.). Villers-la-Combe Vellerot-lès-Vercel, Germéfontaine, Landresse és Villers-Chief községekkel határos.

## Népesség
A település népessége az elmúlt években az alábbi módon változott:
| Lakosok száma | 80   | 60   | 50   | 53   | 49   | 50   | 51   | 52   | 51   | 49   |
|               | 1968 | 1982 | 1990 | 2006 | 2013 | 2015 | 2017 | 2019 | 2020 | 2022 |